# Интернационални ЛГБТ турнир у Паризу
Интернационални ЛГБТ турнир у Паризу је спортско такмичење организовано од стране геј и лезбејске спортске федерације и њених партнера који су се придружили 2004. године. Циљ такмичења је борба против сваког вида дискриминације као и стварање узајамног поштовања према свим сексуалним оријентацијама.
Такмичење је отвореног типа и одржава се током викенда Духова. Сваке године турнир привлачи од 1500. до 2000. спортиста у 20. различитих дисциплина.

## Одржавања
- 2020: од 29. до 31. маја
- 2019: од 7. до 9. јуна
- 2018: Gay Games турнир
- 2017: од 2. до 4. јуна
- 2016: од 13. до 15. маја
- 2015: од 22. до 25. маја
- 2014: од 6. до 9. јуна
- 2013: од 17. до 20. маја
- 2012: од 25. до 28. маја
- 2009: од 29. маја до 1. јуна

## Галерија
- (BK Paris / Surricates de Clamart) Борба за треће место
- (BK Paris / Surricates de Clamart) Борба за треће место